# 椋木宏
椋木 宏（むくのき ひろし、1961年1月26日 - ）は、競馬専門紙「競馬エイト」所属のトラックマン、競馬評論家。
島根県益田市出身。愛称は「椋（むく）さん」、「むっくん」。

## 来歴
益田競馬場の近くに住んでいたため、早くから競馬に興味を持つ。東京スポーツに掲載されていた募集記事を見て、同紙の系列の競馬専門紙「レースポ」に入社。美浦トレーニングセンターの北馬場担当のトラックマンとなる。しかし、1985年1月にレースポが廃刊となってしまう。当時即戦力の人材を求めていた「競馬エイト」のトラックマンらに誘われ、同年2月に同紙に移籍。エイトでは想定班として南馬場担当となり、また現在は想定班チーフ兼キャプテントラックマンでもある。（参考リンク）尚、競馬エイトのトラックマンの中では的中数に関しては常にトップ争いをしているとのこと。（参考リンク）
明るいキャラクターであることもあって競馬番組にもたびたび出演しており、「チャレンジ・ザ・競馬」や「スーパー競馬」等に出演。2000年12月からはBSフジの「競馬大王」にレギュラー解説者として出演。また、2012年は競馬バラエティー番組の「なまうま」にも競馬記者としては唯一のレギュラー出演した。尚、競馬エイトトラックマンではただ一人、『チャレンジ・ザ・競馬』から、現在放送中の『みんなのKEIBA』までの4世代のフジテレビ競馬番組に何らかの形で出演している。特にゲスト出演した『みんなのケイバ』ではレギュラーに競馬エイトトラックマンが不在であったため、唯一出演した競馬エイトトラックマンである。
その他、競馬場内の予想イベントなどにも出演している。
息子の椋木翔太郎も競馬エイトトラックマンであり、新潟総合テレビ「NSTみんなのKEIBA」（2019年より）にレギュラー出演（NST競馬解説者として）している。

## 出演番組
『みんなのKEIBA』以外は全て放送を終了している。
- みんなのKEIBA（2010年9月12日に「ツイてる奴にのれ」、2012年3月11日はBSフジの裏送り中継にてスタジオ解説者として出演）
- うまッチ!
- なまうま（メイン企画であった「なまうま予想バトル」で唯一参加の競馬記者として、他の競馬好き芸能人との格の違いを見せつけ、全てのシーズンで優勝を飾った）
- 酔いどれない競馬
- BSフジ競馬中継（BSフジ独自制作時のみ）
- 競馬大王
- スーパー競馬
- チャレンジ・ザ・競馬
- みんなのケイバ（ゲスト出演）

## 関連人物
- 須田鷹雄
- 阿部幸太郎
- もりちえみ
- 鈴木淑子
- アンタッチャブル
- おぎやはぎ

プロダクション人力舎所属の芸人との共演機会が多い